# Babylón
Babylón (z akkad. 𒆍𒀭𒈨𒌍, Bābilim – Brána boha/bohů, bez diakritiky Babylon, řecky Βαβυλών, v Bibli (Genesis a Žalmy) též Bábel – znamená „zmatek“, kassitskými vládci a Assyřany nazýván Karduniaš, egyptsky bbr) bylo město na dolním toku Eufratu v jižní Mezopotámii, v pozdějším období hlavní město Babylonie a Novobabylonské říše. Pozůstatky města leží 88 kilometrů jižně od Bagdádu poblíž města al-Hillah u Eufratu, na území dnešního Iráku. Celý komplex byl 5. července 2019 na zasedání v Baku zapsán na seznamu světového dědictví UNESCO.

## Popis

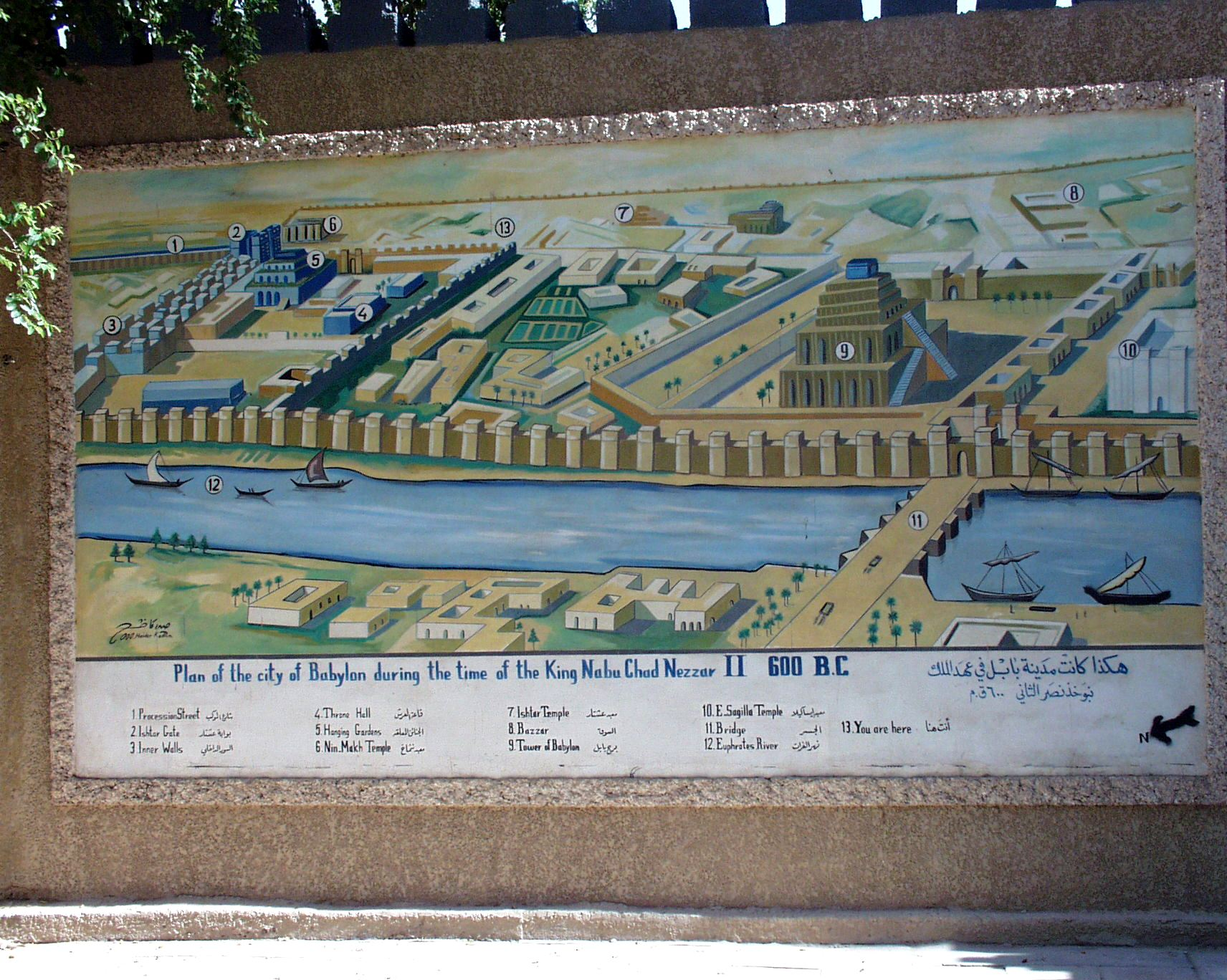
Plán starověkého Babylonu

Starověké město ležící na obou březích řeky Eufrat (Purat), na pláních Šineár asi 80 km jižně od Bagdádu.
Vnitřní hradby byly postaveny z nepálených cihel a skládaly se ze dvou zdí. Tloušťka vnitřní zdi byla 6,5 m. Tloušťka vnější zdi, která stála o 7 m dál, byla přibližně 3,5 m. Tyto zdi byly posíleny obrannými věžemi, které je měly zpevnit také konstrukčně. Ve vzdálenosti asi 20 m před vnější zdí bylo jakési nábřeží postavené z pálených cihel spojených asfaltem. Před touto zdí byl také vodní příkop, který byl v severní a jižní části města propojen s Eufratem. Příkop jednak sloužil k zásobení města vodou a jednak poskytoval ochranu před nepřátelskými vojsky. Z babylónských listin vyplývá, že do vnitřní části města bylo možné vstoupit osmi branami. Z nich byly dosud objeveny a vykopány čtyři.
Vnější hradby východně od Eufratu přistavěl Nabukadnezar II. Bylo tak ohrazeno velké území pláně směrem na sever, na východ a na jih, aby tam v případě války mohli utéci lidé žijící nedaleko. Tyto vnější hradby se také skládaly ze dvou zdí. Tloušťka vnitřní zdi postavené z nepálených cihel byla asi 7 m. Zeď byla posílena obrannými věžemi. Před ní, ve vzdálenosti přibližně 12 m, stála vnější zeď z pálených cihel, která byla sestavena ze dvou částí navzájem spojených věžemi. Tloušťka jedné části byla téměř 8 m a tloušťka přilehlé části byla asi 3,5 m.
Zikkurat byl střediskem uctívání široko daleko. Na vrcholku byl chrám, zasvěcený bohu Mardukovi.
Na jih od zikkuratu se nalézal chrám Esagila, který byl zasvěcen také bohu Mardukovi.

## Historie

Babylonská věž, Pieter Brueghel starší, 1563

Babylón byl založen již v akkadském období, ale svůj největší význam získal až v starobabylónském období za Chammurapiho (1792 př. n. l. – 1750 př. n. l.). V roce 1570 př. n. l. přešla vláda nad městem od Amorejců ke Kassitům, kteří tak založili druhou (střední) babylónskou dynastii (1595 př. n. l. – 1157 př. n. l.). Během ní byl Babylón největší město na světě. Po jejich pádu nastalo období zmatků a politického vakua. Po většinu času byl Babylón pod asyrskou nadvládou. Během povstání proti Asyřanům v letech 689 př. n. l. – 680 př. n. l. byl vypálený vojsky krále Sinacheriba.
Novobabylónská říše byla založena v roce 626 př. n. l. s centrem v Babylónu. Byl zde jeden ze 7 divů světa: visuté zahrady Semiramidiny. V roce 539 př. n. l. město dobyl Peršan Kýros II. Veliký (Kúruš, 559 – 530), čímž vyvrátil novobabylónskou říši. Babylón se stal hlavním městem nejbohatší satrapie perské říše. V roce 331 př. n. l. Babylón dobyl Alexandr Veliký. Město ho velice překvapilo a vědom si jeho významu a polohy v rámci jeho nově vznikající říše, učinil z něj své budoucí sídlo. V roce 323 př. n. l. zde po návratu z tažení na východ zemřel. Po boji diadochů se město zpočátku stalo centrem seleukovského království (312 př. n. l. – 64 př. n. l.). Význam Babylónu skončil vybudováním Seleukeie na Tigridu. V roce 130 př. n. l. byl Babylón vypálen a obyvatelstvo odvlečeno do Médie. Vypálením Seleukeie v roce 165 n. l. končí v Mezopotámii helénismus. Při budování Bagdádu byl použit materiál z obou měst.

## Bible
Bible hovoří o tomto městě jako o jednom z prvních měst založených po Potopě. Biblická chronologie její založení řadí před rok 2269 př. n. l.
Podle knihy Genesis se lidé rozhodli postavit věž až do nebe – Babylonskou věž (může se jednat o pozdější zikkurat (ziggurat) Etemenanki). Cílem stavby bylo vyvýšit svou vlastní velikost a odpadnutí od uctívání pravého Boha. Trestem bylo zmatení jazyků. Od té doby dle Bible lidé hovoří různými jazyky.